# تاریخچه بیت کوین

تعداد معاملات بیت کوین در ماه (مقیاس لگاریتمی)

بیت کوین یک رمز ارز و یک دارایی دیجیتالی است که به عنوان یک واسطه تبادل کار می‌کند و هدف آن استفاده از سیستم رمزنگاری برای کنترل و مدیریت این ارز و با هدف تمرکز زدایی از نظارت و مقررات مرکزی و سیاست گذاری‌های پولی و بانکی فعالیت می‌کند. این ایده توسط فردی با نام مستعار و فرضی ساتوشی ناکاموتو به وجود آمد و اجرا شد، که بسیاری از این ایده هارا با ایده‌های موجود از جامعه cypherpunk ادغام کرد. در طول این چند سال از پیدایش بیت کوین، این ارز دیجیتال رشد سریعی را تجربه کرده است. از اواسط سال ۲۰۱۰، برخی از کسب و کارها شروع به پذیرش بیت کوین علاوه بر ارزهای سنتی کردند.

## پیش ازپیدایش
قبل از انتشار بیت کوین، استارت فناوری ارز دیجیتال بر پایه پروتکل‌های ecash توسط دیوید چام و استفان برندز زده شده بود.
این ایده که در راه حل‌های معماهای محاسباتی نیز می‌تواند مؤثر باشد، اولین بار توسط رمزنگاران سینتیا داورک و مونی ناور در سال ۱۹۹۲ ارائه شد. این ایده به‌طور مستقل توسط Adam Back که hashcash را به وجود آورده است دوباره مطرح شد، و نتیجه کار آن ایجاد یک طرح اثبات کار برای کنترل هرزنامه‌ها در سال ۱۹۹۷ بود. اولین پیشنهاد استفاده از ارزهای رمزنگاری شده مبتنی بر دیجیتال، توسط پول بی Wei Dai و بیت گلد Nick Szaboارئه شد. Hal Finney با استفاده از hashcash الگوریتم، اثبات مجدد کار (RPOW) را توسعه داد.
در ابتدا بیت گلد سازوکاری برای کنترل تورم برای بازار را پیشنهاد داده بود، نیک سابو همچنین برخی از جنبه‌های اضافی از جمله پروتکل توافقنامه تحمل خطای بیزانس را بر اساس آدرس‌های حد نصاب برای ذخیره و انتقال راه حل‌های اثبات شده کار، بررسی کرد که هرچند در برابر حملات سیبل آسیب‌پذیر بود.

## آفرینش بیت کوین
در ۱۸ اوت ۲۰۰۸، دامنه ای به نام bitcoin.org ثبت شد.
بعداً در همان سال، در ۳۱ اکتبر، مقاله ای را ساتوشی ناکاموتو با عنوان: بیت کوین یک سیستم پول الکترونیکی نظیر به نظیر: در سایت منتشر کرد. در این مقاله روشهای استفاده از شبکه همتابه‌همتا (رایانه) برای تولید آنچه به عنوان «سیستمی برای معاملات الکترونیکی بدون تکیه بر صحت واعتماد سنجی» توصیف شده بود، توسط ناکاماتو شرح داده شد. در ۳ ژانویه ۲۰۰۹، شبکه بیت کوین با استخراج بلوک اصلی بیت کوین (بلوک شماره ۰)توسط ساتوشی ناکاموتو، که دارای پاداش ۵۰ بیت کوین بود، ایجاد شد. متن زیر در این بلوک قرار داشت:
در تاریخ / ۰۳/۲۰۰۹ نخست‌وزیر در آستانه دومین کمک مالی به بانک‌ها است. 
این متن به تیتری در روزنامه تایمز که در ۳ ژانویه ۲۰۰۹ منتشر شده است اشاره دارد. این یادداشت هم به عنوان مهر زمانی تاریخ پیدایش بیت کوین و همچنین یک اظهارنظر تحقیرآمیز در مورد بی‌ثباتی ناشی از بانکداری با ذخیره کسری توصیف شده است.
اولین نسخه مشتری متن باز بیت کوین در ۹ ژانویه ۲۰۰۹ به میزبانی SourceForge منتشر شد.
یکی از اولین حامیان، پذیرندگان و توسعه دهندگان در بیت کوین و اولین تریدر بیت کوین، برنامه‌نویس هال فینی بود. فینی روز انتشار نرم‌افزار بیت کوین را دانلود کرد و در اولین معامله جهانی بیت کوین در ۱۲ ژانویه ۲۰۰۹ (بلوک ۱۷۰) ۱۰ بیت کوین از ناکاموتو دریافت کرد. از دیگر مشتری‌ها و تریدرهای می‌توان به؛ وی دای، خالق نسخه اولیه بیتکوین یعنی b-money، و نیک زابو، خالق نسخه اسبق بیت کوین یعنی بیت گلد اشاره کرد.
در روزهای ابتدایی تخمین زده می‌شود که ناکاموتو ۱ میلیون بیت کوین استخراج کرده باشد. قبل ازآنکه به یک باره ناپدید شود، ناکاموتو به نحوی افسار کنترل بیت کوین را به توسعه دهنده گاوین آندرسن سپرد، که سپس به عنوان توسعه دهنده اصلی بیت کوین در بنیاد بیت کوین تبدیل شد.
ارزش اولین معاملات بیت کوین توسط افراد حاضر در انجمن بیت کوین با یک معامله به مقدار ۱۰٬۰۰۰ BTC ثبت شد که برای خرید غیر مستقیم دو پیتزا پرداخت شد و توسط Papa John's صورت گرفت.
در ۶ اوت ۲۰۱۰، یک آسیب‌پذیری عمده درشبکه بیت کوین مشاهده شد. به این صورت که معاملات قبل از ورود به سیستم تراکنش یا بلاکچین به کاربران این اجازه را می‌داد که بدون محدودیت قوانین شبکه بیت کوین را دور زده و تعداد نامحدود بیت کوین برای خود ثبت کنند. در ۱۵ آگوست، از این خلاء امنیتی سوء استفاده شد و بیش از ۱۸۴ میلیارد بیت کوین فقط به دو آدرس در شبکه ارسال شد. در عرض چند ساعت، مشکل شناسایی شد و پس از رفع اشکال و ارتقاء شبکه به نسخه به روز شده، این مشکل از گزارش تراکنش‌ها پاک شد. این تنها نقص امنیتی بزرگی بود که در تاریخ بیت کوین کشف و مورد سوء استفاده قرار گرفت.

### ساتوشی ناکاموتو
فرض بر این است که "Satoshi Nakamoto" یک اسم مستعار برای شخص یا افرادی است که پروتکل اصلی بیت کوین را در سال ۲۰۰۸ طراحی کرده و این شبکه را در سال ۲۰۰۹ راه اندازی کرده‌اند. ناکاموتو پدید آورنده اکثر نرم‌افزارهای رسمی بیت کوین بود و در انجام اصلاحات و ارسال اطلاعات فنی در انجمن بیت کوین فعال بود. گمانه زنی‌های زیادی در مورد هویت ساتوشی مطرح است مثلاً خیلی‌ها هویت ناکاموتو را افرادی از جمله دای، سزابو و فینی می‌دانند که البته توسط این افراد این موضوعات رد شده است. همچنین احتمال اینکه ساتوشی ناکاموتو یک مجموعه رایانه ای در بخش مالی اروپا بوده باشد نیز مورد بحث قرار گرفته است.
تحقیقات در مورد هویت واقعی ساتوشی ناکاموتو توسط شرکت نیویورکر و فست انجام شد. تحقیقات نیویورکر حداقل دو نامزد احتمالی را به همراه داشت: مایکل کلیر و ویلی لهدونویرتا. تحقیقات Fast Company شواهد محرمانه ای را در رابطه با درخواست ثبت اختراع فناوریرمزگذاری شده توسط نیل کینگ، ولادیمیر اوکسمن و چارلز بری در ۱۵ اوت ۲۰۰۸ و نام دامنه bitcoin.org که ۷۲ ساعت بعد از ثبت دامنه در خواست شده است، به دست آورد. ساعت‌ها بعد. برنامه ثبت اختراع (# ۲۰۱۰۰۰۴۲۸۴۱) شامل فناوری‌های شبکه و رمزنگاری مشابه بیت کوین بود و تجزیه و تحلیل متن نشان داد که عبارت "... از نظر محاسباتی معکوس کردن "در نرم‌افزار ثبت اختراع و وایت پیپر بیت کوین ظاهر شد. هر سه مخترع صریحاً این موضوع را که آن‌ها ساتوشی ناکاموتو باشند را انکار کردند.
در ماه مه ۲۰۱۳، تد نلسون به این نتیجه رسید که ریاضیدان ژاپنی ،Mochizuki Shinichi، همان ناکاماتو است. بعداً در سال ۲۰۱۳، محققان اسرائیلی، دوریت رون و آدی شامیر، راس ویلیام اولبریخت، مدیر سایت سیلک رود را به عنوان فرد احتمالی پشت پرده بیت کوین معرفی کردند. این دو محقق سوءظن خود را بر اساس تحلیل شبکه معاملات بیت کوین بنا کردند. این ادعاها مورد اعتراض قرار گرفت و رون و شامیر بعداً ادعای خود را پس گرفتند.
به نظر نمی‌رسد که دیگر ناکاموتو در کنترل بیت کوین از اواسط سال ۲۰۱۰ به بعد دخالت داشته باشد. در آوریل ۲۰۱۱، ناکاموتو با یکی از توسعه دهندگان بیت کوین ارتباط برقرار کرد و گفت که او "به کارهای دیگر روی آورده است
جستجوی اینترنتی توسط یک وبلاگ نویس ناشناس نشان می‌دهد که متون مقاله وایت پیپر بیت کوین و متون مقالات مرتبط با «بیت گلد» نیک زابوا هر دو دارای یک نوع نگارش مشابه هستند. البته که نیک ساتوشی بودن را انکار کرد و نظر رسمی خود را در مورد ساتوشی و بیت کوین را در مقاله ای در ماه مه ۲۰۱۱ بیان کرد
در مقاله ماه مارس ۲۰۱۴ روزنامه نیوزویک ، روزنامه‌نگار لی مک گراث گودمن مدعی شد که ناکاموتو از اهل تمپل سیتی کالیفرنیا، است و گفت که ساتوشی ناکاموتو مرد است. گرچه تحلیل‌ها و نتیجه‌گیری وی انتقادات گسترده‌ای را به دنبال داشت.
در ژوئن ۲۰۱۶، London Review of Books مقاله ای از Andrew O'Hagan در مورد ناکاموتو منتشر کرد.
در یک مستند در YouTube در اوت ۲۰۲۰، از آدام بک به عنوان خالق بیت کوین نام برده شد، که باعث ایجاد بحث گسترده‌ای در این زمینه شد. گرچه هنوز هویت واقعی ساتوشی ناکاموتو هنوز محل اختلاف است.

## رشد بیت کوین

### ۲۰۱۱
بر اساس الگوریتم کد متن باز بیت کوین، سایر ارزهای رمزپایه پا به عرصه ارزهای دیجیتال گذاشتند
بنیاد Electronic Frontier Foundation، که یک بنیاد غیرانتفاعی است، از ژانویه ۲۰۱۱ شروع به پذیرش بیت کوین کرد سپس با اشاره به نگرانی‌های شکل گرفته در مورد عدم وجود تاییدیه‌های قانونی در مورد سیستم‌های جدید ارزی، پذیرش رمز ارزها را در ژوئن ۲۰۱۱ متوقف کرد. EFFدر ۱۷ مه ۲۰۱۳ مجدداً تصمیم به پذیرش بیت کوین گرفت.
در ژوئن ۲۰۱۱، ویکی لیکس و سازمان‌های دیگر شروع به پذیرش بیت کوین به عنوان روشی برای پرداخت کمک‌های مالی کردند.

### ۲۰۱۲
در ژانویه ۲۰۱۲، بیت کوین به عنوان موضوع اصلی در یکی از قسمت‌های سریالی با ژانر درام و حقوققی ساختهٔ شبکه CBS به نام همسر خوب در فصل سوم به نام " Bitcoin for Dummies " مطرح شد. مجری برنامه CNBC، جیم کرامر، در صحنه دادگاه بازی کرد و در آنجا شهادت داد که بیت کوین را یک ارز واقعی نمی‌داند، و گفت: " هیچ نهاد مرکزی برای قانون گذاری و نظارت بر این ارز وجود ندارد"
در سپتامبر ۲۰۱۲، بنیاد بیت کوین برای «سرعت بخشیدن به رشد جهانی بیت کوین از طریق استانداردسازی، حفاظت و ارتقا پروتکل منبع باز» راه اندازی شد. که یک از بنیانگذاران گاوین آندرسن بود، جون ماتونیس، پاتریک مورک، چارلی شرم، و پیتر وسنس نیز در این زمینه همکاری داشتند.
دراکتبر ۲۰۱۲، BitPay گزارش داد که بیش از ۱۰۰۰ بازرگان و فعال صنفی روش پرداخت با بیت کوین را به فهرست ارزهای مورد قبول خود اضافه کرده‌اند. در نوامبر ۲۰۱۲ نیز، وردپرس شروع به پذیرش بیت کوین کرد.

### ۲۰۱۳
در فوریه ۲۰۱۳، پردازنده پرداخت مبتنی بر بیت کوین Coinbase گزارش داد که ۱ میلیون دلار بیت کوین در طول یک ماه و به ارزش هر بیت کوین ۲۲ دلار فروخته است. آرشیو اینترنتی اعلام کرد که آماده پذیرش کمک‌های مالی در قالب بیت کوین است و قصد دارد به کارمندان این امکان را بدهد که بخشی از حقوق خود را با ارز بیت کوین دریافت کنند.
در ماه مارس، ثبت معاملات بیت کوین، بلاکچین (blockchain) نامیده می‌شود، به‌طور موقت به دو زنجیره مستقل با قوانین متفاوت در مورد چگونگی پذیرفته شدن تراکنش‌ها تقسیم می‌شود. به مدت شش ساعت دو شبکه بیت کوین همزمان کار می‌کردند، هرکدام نسخه مخصوص خود از تاریخ معاملات را داشتند. توسعه دهندگان اصلی خواستار توقف موقت معاملات شدند و این باعث فشار فروش شدید شد. هنگامی که اکثر شبکه به نسخه ۰٫۷ نرم‌افزار بیت کوین تقلیل یافت، عملکرد شبکه به حالت عادی بازگشت. مت گوکس به‌طور موقت سپرده‌های بیت کوین را متوقف کرد و نرخ ارز به‌طور موقت با ۲۳٪ افت به ۳۷ دلار کاهش یافت، اما در ساعت‌های بعدی به سطح قبلی خود یعنی ۴۸ دلار رسید. در ایالات متحده، شبکه مقابله با جرائم مالی (FinCEN) با استفاده از دستورالعمل‌های نظارتی «ارزهای مجازی غیرمتمرکز» مانند بیت کوین، ماینرهای بیت کوین آمریکایی که بیت کوین تولید شده خود را می‌فروشند را به عنوان مشاغل خدمات پول (یا MSB) طبقه‌بندی می‌کنند، که ممکن است تحت ثبت نام و سایر تعهدات قانونی قرار بگیرند.
در ماه آوریل، با توجه به مشکل در سیستم پرداخت صرافی‌های BitInstant و Mt. Gox و تأخیر در سیستم‌های پردازش خود، باعث کاهش نرخ ارز بیت کوین از ۲۶۶ دلار به ۷۶ دلار شدند، اما بعد از آن قیمت در ظرف شش ساعت به ۱۶۰ دلار رسید. اما هنگامی که سرویس‌هایی مانند OkCupid و Foodler بیت کوین را برای سیستم پرداخت خود به کار گرفتند، این ارز دیجیتالی بیشتر به رسمیت شناخته شد.
در ۱۵ مه ۲۰۱۳، مقامات ایالات متحده حساب‌های مرتبط با صرافی Mt. Gox را مسدود کردند. به دلیل اینکه این صرافی به عنوان شرکت انتقال دهنده پول در شبکه مقابله با جرائم مالی در ایالات متحده ثبت نشده بود.
در ۱۷ مه ۲۰۱۳، گزارش شد که BitInstant تقریباً ۳۰ درصد از پول ورود و خروج بیت کوین را پردازش کرده و فقط در ماه آوریل ۳۰۰۰۰ معامله را تسهیل کرده است.
در ۲۳ ژوئن ۲۰۱۳، گزارش شد که اداره مبارزه با مواد مخدر ایالات متحده تعداد ۱۱٫۰۲ بیت کوین را به عنوان دارایی ضبط شده تحت اختیار وزارت دادگستری ایالات متحده مطابق با قانون 211 USC قرار داده بود. این اولین باری بود که یک نهاد دولتی دست به توقیف بیت کوین زده بود.
در ژوئیه ۲۰۱۳، یک پروژه در کنیا آغاز شد که در آن می‌شد گزینه پرداخت با بیت کوین را در M-Pesa، که یک سیستم پرداخت تلفن همراه محبوب است، و به صورت آزمایشی فعال شده بود؛ انتخاب کرد که برای اولین بار در آفریقا انجام می‌شد. در همان ماه، اداره امور ارزی و سیاست گذاری در تایلند اظهار داشت که بیت کوین فاقد هرگونه چارچوب قانونی است و بنابراین آن را غیرقانونی دانست، و به تبع آن استفاده از بیت کوین در تجارت و مبادلات در این کشور را ممنوع کرد.
در ۶ اوت ۲۰۱۳، قاضی فدرال آموس مازانت از ناحیه شرقی تگزاس از دادگاه استیناف حوزه پنجم ایالات متحده آمریکا حکم داد که بیت کوین "یک ارز یا یک شکل پول" است (به ویژه اوراق بهادار که توسط قوانین اوراق بهادار فدرال تعریف شده است)، و به همین ترتیب مشمول صلاحیت در دادگاه شد، از طرفی وزارت دارایی آلمان بیت کوین را تحت عنوان "واحد پول یا حساب و همچنین تحت عنوان – یک ابزار مالی – تعریف کرد، و به همین سبب بیت کوین مشمول قوانین حقوقی و مالیاتی قرار گرفت.
در اکتبر ۲۰۱۳، FBI تقریباً 26000 BTC را از طریق وب سایت سیلک رود و همزمان با دستگیری مالک این وبسایت یعنی راس اولبریکت توقیف کرد. دو شرکت Robocoin و Bitcoiniacs اولین دستگاه خودپرداز بیت کوین جهان را در تاریخ ۲۹ اکتبر ۲۰۱۳ در ونکوور، بریتیش کلمبیا، کانادا راه اندازی کردند که به مشتریان اجازه می‌داد ارز بیت کوین را در یک کافی شاپ در مرکز شهر بخرند یا بفروشند. در همین سال بایدو که یک شرکت بزرگ اینترنت چینی می‌باشد به مشتریان سرویس‌های امنیتی خود اجازه داد تا با بیت کوین پول پرداخت کنند.
در نوامبر ۲۰۱۳، دانشگاه نیکوزیا اعلام کرد که بیت کوین را به عنوان یکی از گزینه‌های پرداخت شهریه قبول می‌کند، مدیر مالی این دانشگاه آن را «طلای فردا» نامید. در طول نوامبر ۲۰۱۳، صرافی بیت کوین مستقر در چین به نام BTC China از صرافی Mt. Gox مستقر در ژاپن و همچنین از صرافی اروپایی Bitstamp پیشی گرفت. و رکورد حجم معاملات را شکست.
در دسامبر ۲۰۱۳، وبسایت Overstock.com اعلام کرد که قصد دارد در نیمه دوم سال ۲۰۱۴ بیت کوین را بپذیرد. در تاریخ ۵ دسامبر ۲۰۱۳، بانک خلق چین موسسات مالی چین را از پذیرش بیت کوین منع کرد. پس از این دستور، ارزش بیت کوین کاهش یافت، و بایدو دیگر سرویس‌های بیت کوین را قبول نکرد. خرید کالاهای دنیای واقعی با هر ارز مجازی حداقل از سال ۲۰۰۹ در چین غیرقانونی بود.

### ۲۰۱۴
در ژانویه ۲۰۱۴، Zynga اعلام کرد که در حال آزمایش بیت کوین برای پرداخت آپشن‌های درون برنامه ای مجموعه بازی‌های خود است. همان ماه، بر اساس خبر روزنامه یواس‌ای تودی ، هتل‌های کازینو D Las Las Vegas و هتل Golden Gate Hotel & Casino در مرکز شهر لاس وگاس اعلام کردند که پذیرش بیت کوین را نیز آغاز می‌کنند. در این خبر همچنین گفته شده بود که پرداخت با این ارز در پنج مکان از جمله میز پذیرش و برخی از رستوران‌ها این مجموعه بلا مانع است. نرخ شبکه بیت کوین از ۱۰ هش بر ثانیه فراتر رفت TigerDirect و Overstock.com شروع به پذیرش بیت کوین کردند.
دراوایل فوریه ۲۰۱۴، یکی از بزرگ‌ترین صرافی‌های بیت کوین، Mt. Gox، فعالیت خود را به دلیل مسائل فنی به حالت تعلیق درآورد. در پایان این ماه، صرافی Mt. Gox گزارش داد که چیزی حدود ۷۴۴۰۰۰ بیت کوین از این صرافی به سرقت رفته است، و در ژاپن اعلام ورشکستگی کرده بود. البته ماه‌ها قبل از این اتفاق، استقبال از صرافی Mt. Gox به دلیل مشکل دربرداشت وجه از طرف مشتریان کم شده بود.
در ژوئن ۲۰۱۴ نرخ شبکه از ۱۰۰ هش بر ثانیه فراتر رفت.[نیازمند منبع] در تاریخ ۱۸ ژوئن ۲۰۱۴، اعلام شد که در گاه پرداخت اینترنتی بیت کوین یا BitPay با یک قرارداد دو ساله به عنوان حامی مالی جدید تیم فوتبال St. Petersburg Bowl انتخاب شده. قرار بود برای فروش بلیط و امتیازات در این بازی از بیت کوین استفاده شود.
در ژوئیه ۲۰۱۴ نیواگ و Dell شروع به پذیرش بیت کوین کردند.
در سپتامبر ۲۰۱۴، TeraExchange , LLC، موافقت کمیسیون معاملات آتی کالای ایالات متحده "CFTC" را مبنی بر تجارت با بیت کوین را اخذ کردند. این اولین باری است که یک سازمان نظارتی ایالات متحده بیت کوین را تأیید می‌کند.
در دسامبر ۲۰۱۴ مایکروسافت نیز قابلیت پرداخت بیت کوین برای خرید بازی‌های Xbox و نرم‌افزار ویندوزرا برای کاربران خود فعال کرد.
در سال ۲۰۱۴، چندین آهنگ طنز به مناسبت سالروز خلق بیت کوین مانند "Ode to Satoshi" منتشر شد.
یک فیلم مستند با عنوان " ظهور و صعود بیت کوین " در سال ۲۰۱۴ منتشر شد که شامل مصاحبه با کاربران بیت کوین بود.

### ۲۰۱۵
در ژانویه 2015 Coinbase به عنوان بخشی از دور بودجه سری سی خود، ۷۵ میلیون دلار آمریکا جمع‌آوری کرد و رکورد قبلی یک شرکت بیت کوین را شکست. کمتر از یک سال پس از فروپاشی صرافی مت گوکس، صرافی مستقر در انگلستان Bitstamp اعلام کرد که ب بررسی‌های صورت گرفته متوجه هک سیستم‌های خود و به سرقت رفتن حدود ۱۹۰۰۰ بیت کوین (معادل تقریباً ۵ میلیون دلار در آن زمان) از کیف پول داغ کاربران شده است، بنابراین فعالیت‌های خود را به صورت آفلاین ادامه داد. این صرافی برای چندین روز در میان گمانه زنی‌ها مبنی بر اینکه مشتریان وجوه خود را از دست داده‌اند، آفلاین بود. Bitstamp پس از افزایش اقدامات امنیتی و اطمینان به مشتریان در عدم تأثیر بر مانده حساب آنها، از ۹ ژانویه معاملات خود را از سر گرفت.
درفوریه ۲۰۱۵ تعداد کسب و کارهایی که بیت کوین را پذیرفتند از ۱۰۰۰۰۰مورد عبور کرد.
دراکتبر ۲۰۱۵، پیشنهادی برای اضافه کردن یک کد برای نماد بیت کوین به کنسرسیوم Unicode ارائه شد.

### ۲۰۱۶
در ژانویه ۲۰۱۶، نرخ شبکه از ۱ هش بر ثانیه فراتر رفت.
در مارس ۲۰۱۶، هیئت دولت ژاپن ارزهای مجازی مانند بیت کوین را به عنوان عملکردی مشابه با پول واقعی به رسمیت شناخت. Bidorbuy، بزرگ‌ترین بازار آنلاین آفریقای جنوبی، پرداخت با بیت کوین را برای خریداران و فروشندگان راه اندازی کرد.
در ژوئیه محققان مقاله‌ای منتشر کردند که نشان می‌داد تجارت بیت کوین از نوامبر ۲۰۱۳ دیگر توسط فعالیت‌های غیرقانونی هدایت نمی‌شود بلکه توسط شرکت‌های قانونی صورت می‌پذیرد.
در اوت ۲۰۱۶، یکی از بزرگ‌ترین صرافی‌های بیت کوین یعنی Bitfinex هک شد و تقریباً ۱۲۰،000 BTC (حدود ۶۰ میلیون دلار) به سرقت رفت.
در نوامبر ۲۰۱۶، اپراتور راه‌آهن سوئیس SBB (CFF) تمام دستگاه‌های فروش بلیط خودکار خود را به روز کرد تا بتوان با پرداخت بیت کوین به وسیله اسکن کردن آدرس بیت کوین در درستگاه خرید بلیط و توسط یک برنامه تلفن از آن‌ها بلیط خریداری کرد.
بیت کوین سال به سال علاقه‌مندان آکادمیک بیشتری به خود جذب می‌کرد. تعداد مقالات گوگل اسکالر منتشر شده در مورد بیت کوین از ۸۳ مورد در سال ۲۰۰۹، به ۴۲۴ مورد در سال ۲۰۱۲ و ۳۵۸۰ مورد در سال ۲۰۱۶ افزایش یافت. همچنین، مجله دانشگاهی Ledger اولین شماره خود را منتشر کرد، که ویرایش آن توسط پیتر ریزون انجام شد.

### ۲۰۱۷
تعداد بیزینس‌هایی که از بیت کوین استفاده می‌کنند همچنان در حال افزایش است. در ژانویه ۲۰۱۷، شبکه ان‌اچ‌کی گزارش داد تعداد فروشگاه‌های آنلاین پذیرنده بیت کوین در ژاپن نسبت به سال گذشته ۴٫۶ برابر شده است. مدیر عامل Bit Pay، استفان جفت اعلام کرد که نرخ معاملات این شرکت از ژانویه ۲۰۱۶ تا فوریه ۲۰۱۷ رشد ۳ درصدی داشته و توضیح داد که استفاده از بیت کوین در پرداخت‌های زنجیره تأمین B2B در حال رشد است.
بیت کوین مشروعیت بیشتری در بین قانونگذاران و شرکتهای مالی قدیمی به دست می‌آورد. به عنوان مثال، ژاپن قانونی را برای پذیرش بیت کوین به عنوان روش پرداخت قانونی تصویب کرد و روسیه اعلام کرد که استفاده از ارزهای رمزپایه مانند بیت کوین را قانونی می‌کند.
حجم معاملات بیت کوین همچنان در حال افزایش است. برای دوره ۶ ماهه منتهی به مارس ۲۰۱۷، صرافی Bit so مکزیک شاهد حجم معاملات با رشد ۱۵۰۰٪ بود.[نیازمند منبع] بین ژانویه و مه ۲۰۱۷، Poloniex بیش از ۶۰۰٪ تریدر آنلاین و فعال داشته و به‌طور منظم ۶۴۰٪ رشد در تعداد معامله را تجربه می‌کند.
در ژوئن ۲۰۱۷، نماد بیت کوین در یونی کد نسخه ۱۰٫۰ در موقعیت U + 20BF (₿) در بلوک Symbols رمزگذاری شد.
تا ژوئیه ۲۰۱۷، کاربران بیت کوین از یک سری قوانین مشترک برای ارز رمزپایه استفاده می‌کردند. در تاریخ ۱ اوت ۲۰۱۷ بیت کوین به دو ارز دیجیتال مشتق می‌شود، زنجیره بیت کوین (BTC) با محدودیت ۱ مگابایت و زنجیره Bitcoin Cash (BCH) با ۸ مگابایت محدودیت. به این تقسیم هارد فورک Bitcoin Cash گفته می‌شود.
در تاریخ ۶ دسامبر ۲۰۱۷، مارک پلیس استیم اعلام کرد که دیگر بیت کوین را به عنوان پرداخت محصولات خود قبول نمی‌کند، دلیل این تصمیم را سرعت پایین معاملات، نوسان قیمت و کارمزد بالای معاملات اعلام کرد.

### ۲۰۱۸
در ۲۲ ژانویه ۲۰۱۸، کره جنوبی مقرراتی را وضع کرد که از همه معامله گران بیت کوین مجبور هستند که هویت خود را آشکار کنند بنابراین تجارت ناشناس بیت کوین را ممنوع می‌کند.
در ۲۴ ژانویه ۲۰۱۸، شرکت پرداخت آنلاین استرایپ اعلام کرد که پشتیبانی خود از پرداخت با بیت کوین را تا اواخر آوریل ۲۰۱۸ قطع می‌کند و دلیل آن را کاهش تقاضا، افزایش هزینه‌ها و زمان معاملات اعلام کرد.

### ۲۰۱۹
در سپتامبر ۲۰۱۹، شمار دستگاه خودپرداز بیت کوین در سراسر جهان به عدد ۵٬۴۵۷ رسید. ایالات متحده، کانادا، انگلستان، اتریش و اسپانیا کشورهای دارای بیشترین خودپرداز بیت کوین بودند.[نیازمند منبع]

### ۲۰۲۰
در ۲ ژوئیه ۲۰۲۰، شرکت هندی 21Shares شروع به انتقال مجموعه ای از محصولات قابل معامله با بیت کوین (ETP) را در سیستم تجارت Xetra Deutsche Boerse آغاز کرد.
در ۱ سپتامبر ۲۰۲۰، Wiener Börse بیست و یک عنوان از خدمات خود را مشمول پرداخت با ارزهای رمزپایه مانند بیت کوین، کرد، از جمله خدمات قیمت گذاری و تسویه حساب اوراق بهادار ذکر کرد.
در تاریخ ۳ سپتامبر سال ۲۰۲۰، بورس اوراق بهادار فرانکفورت در بازار تنظیم شده خود عبارت اولین اسکناس بیت کوین (ETN) را که به‌طور مرکزی از طریق پاکسازی Eurex ترخیص شده بود، پذیرفت.
در اکتبر سال ۲۰۲۰، پی پال اعلام کرد که به کاربران خود اجازه خرید و فروش بیت کوین را در سیستم عامل خود می‌دهد، به شرطی که بیت کوین را ذخیره یا برداشت نکنند.

## تاریخچه قیمت و ارزش بیت کوین

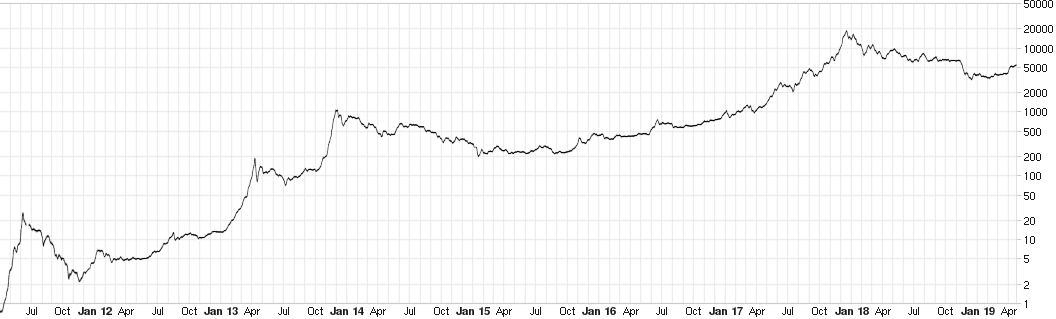
قیمت بیت کوین در ۴ ژانویه ۲۰۱۷ به ۱٬۱۳۹٫۹ دلار آمریکا رسید. (طرح نیمه لگاریتمی)

از جمله عواملی که ممکن است در این افزایش ارزش بیت کوین نقش داشته باشد، می‌توان به بحران مالی منطقه یورو – به ویژه بحران مالی ۲۰۱۲–۲۰۱۳ قبرس – اظهارات شبکه مقابله با جرائم مالی برای تعین وضعیت حقوقی ارز و افزایش علاقه رسانه‌ها و اینترنت مردم به آن نام برد.
تا سال ۲۰۱۳، تقریباً در تمام بازارها تعین ارزش بیت کوین به دلار آمریکا بود.
با نزدیک شدن ارزش بازار کل بیت کوین به یک میلیارد دلار آمریکا، برخی از مفسران، قیمت بیت کوین را حباب خواندند. در اوایل آوریل ۲۰۱۳، قیمت هر بیت کوین از ۲۶۶ دلار به حدود ۵۰ دلار کاهش یافت و سپس به حدود ۱۰۰ دلار افزایش یافت. طی دو هفته از اواخر ژوئن ۲۰۱۳ قیمت به‌طور پیوسته کاهش یافت و به ۷۰ دلار رسید. قیمت دوباره شروع به رش کرد و در ۱ اکتبر بار دیگر با قیمت ۱۴۰ دلار به اوج خود رسید. در ۲ اکتبر، سیلک رود توسط اداره تحقیقات فدرال توقیف شد. این اتفاق باعث سقوط تند قیمت بیت کوین به ۱۱۰ دلار شد. اما قیمت به سرعت برگشت به طوری که چند هفته بعد به ۲۰۰ دلار رسید. در آخرین ماراتن قیمتی، قیمت از ۲۰۰ دلار در ۳ نوامبر به ۹۰۰ دلار در ۱۸ نوامبر رسید. در ۲۸ نوامبر ۲۰۱۳ بیت کوین در صرافی Mt. Gox هزار دلار آمریکا معامله شد.

## فورک
فورک (زنجیره بلوکی) به‌طور مختلف به عنوان زنجیره بلوکی تقسیم شده به دو مسیر رو به جلو یا به عنوان تغییر قوانین پروتکل تعریف می‌شود. فورک‌های‌های تصادفی در شبکه بیت کوین به‌طور منظم به عنوان بخشی از روند استخراج رخ می‌دهد. این اتفاقات زمانی رخ می‌دهد که دو ماینر در یک نقطه مشابه از زمان بلوک ایجاد می‌کنند. در نتیجه، شبکه به‌طور خلاصه تقسیم می‌شود. این فورک متعاقباً توسط نرم‌افزاری ایجاد می‌شود که به‌طور خودکار طولانی‌ترین زنجیره را انتخاب می‌کند و بدین ترتیب بلوک‌های اضافی زنجیر کوتاه اضافه می‌شود.

### مارس ۲۰۱۳
در ۱۲ مارس ۲۰۱۳، یک استخراج کننده بیت کوین که نسخه ۰٫۸ از نرم‌افزار بیت کوین استفاده می‌کرد، یک بلوک بزرگ ایجاد کرد که در نسخه ۰٫۷ معتبر شناخته نمی‌شد (به دلیل عدم تطابق بین دو نسخه). این باعث ایجاد شکاف یا «چنگال» در زنجیره بلوک شد و از آنجا که کامپیوترهای دارای نسخه اخیر نرم‌افزار بلوک نامعتبر را پذیرفتند و به ساخت و ساز بر روی زنجیره واگرا ادامه دادند، در حالی که نسخه‌های قدیمی نرم‌افزار آن را تأیید نمی‌کردند و به گسترش زنجیره بلوک بدون بلوک متخلف ادامه می‌دادند. . این تقسیم منجر به تشکیل دو گزارش معاملات جداگانه بدون اجماع مشخص شد، که باعث می‌شود بودجه‌های مشابه برای هر زنجیره متفاوت باشد. در پاسخ به این اتفاق، صرافی Mt. Gox به‌طور موقت سپرده‌های بیت کوین را متوقف کرد. نرخ مبادله ۲۳ درصد کاهش یافت و به ۳۷ دلار رسید. صرافی Mt. Gox اما بیشترین قیمت خود را به سطح قبلی ۴۸ دلار رساند.
ماینرها با استفاده از نسخه قدیمی نرم‌افزار یعنی نسخه ۰٫۷، این تقسیم را حل و فصل کردند و آنها را با بلاکچین متعارف در مسیر بازگشت قرار دادند. اما سرمایه‌های کاربر تا آنچنان تحت‌تاثیر قرار نگرفته و زمانی که توافق شبکه برقرار شد، در دسترس بودند. شبکه به اجماع رسید و چند ساعت پس از آن به عملکرد عادی خود ادامه داد.

### اوت ۲۰۱۷
دو فورک قابل توجه در ماه آگوست رخ داد. یکی، Bitcoin Cash، در مقابل زنجیره اصلی یک هارد فورک است، که یک سافت فورک برای اجرای شاهد تفکیک شده است.

## مسائل نظارتی
در ۱۸ مارس ۲۰۱۳، شبکه مقابله با جرائم مالی (FinCEN)، دفتر وزارت خزانه داری ایالات متحده، گزارشی در مورد "ارزهای مجازی" متمرکز و غیرمتمرکز و وضعیت حقوقی آنها در " سرویس‌های مالی " (MSB) منتشر کرد. . این شبکه ارزهای دیجیتال و دیگر سیستم‌های پرداخت دیجیتال مانند بیت کوین را در طبقه‌بندی ارزهای مجازی قرار داد چرا که آنها را پول قانونی نمی‌دانست. شبکه مقابله با جرائم مالی با بیان اینکه "کاربران ارز مجازی تحت مقررات MSB نیستند و بنابراین ثبت، گزارش و نگهداری آنها در حوزه مقررات MSB نیست، بنا بر این با این ادعا کاربران آمریکایی را از شر تعهدات قانونی بیت کوین خلاص کرد. با این حال، آنها معتقد بود که نهادهای آمریکایی که "ارز مجازی" مانند بیت کوین استخراج می‌کنند در صورت فروش ارز تولیدی خود مشمول قوانین MSB می‌شوند در این بیانیه آمده است که: "... شخصی که واحدهای ارز مجازی قابل تبدیل استخراج می‌کند و این واحدها را به دیگری می فروشدبه عنوان یک انتقال دهنده پول شناخته شده و مشمول قوانین کسب و کار است " این به طور خاص به "استخراج کنندگان" ارز بیت کوین که ممکن است مجبور به ثبت نام به عنوان یک فعال صنفی در MSB می‌کند و در صورت فروش بیت کوین‌های تولید شده خود در داخل ایالات متحده، از الزامات قانونی انتقال دهنده پول پیروی می‌کنند. از زمان صدور این راهنما توسط شبکه مقابله با جرائم مالی، ده‌ها ماینر ارز مجازی در شبکه مقابله با جرائم مالی ثبت نام کرده‌اند.
علاوه بر این، شبکه مقابله با جرائم مالی ادعا کرد که مقررات مربوط به نهادهای آمریکایی که بیت کوین را به عنوان یکی از روش‌های پرداخت خود استفاده می‌کنند یا به عنوان یک صرافی فعالیت می‌کنند نیز می‌گوید: "علاوه بر این، اگر شخص یا نهادی ارز مجازی قابل تبدیل غیر متمرکز را از یک شخص بخرد و انتقال دهد، آن شخص یا نهاد بخشی از چرخه پذیرش و انتقال ارز است "
به‌طور خلاصه، تصمیم شبکه مقابله با جرائم مالی منوط به مبادلات بیت کوین با ارزهای سنتی است، همجنین این تصمیمات در راستای مبارزه با پولشویی است و باید این نهادها اطلاعات مشتریان خود را مانند موسسات مالی در اختیار مقامات قضایی قرار دهند.
جنیفر شاسکی کالوری، مدیر شبکه مقابله با جرائم مالی می‌گوید: "ارزهای مجازی تابع قوانین مانند سایر ارزها هستند. . . . و همان قوانین سرویس‌های مالی و پولی در اینجا نیز اعمال می‌شود. "
بانک مرکزی اروپا در مطالعه خود در اکتبر ۲۰۱۲، با طرح‌های ارز مجازی به این نتیجه رسید که رشد ارزهای مجازی ادامه خواهد یافت و با توجه به بی‌ثباتی ذاتی ارزها، عدم تنظیم دقیق و خطر استفاده غیرقانونی توسط کاربران ناشناس، بانک هشدار داد که بررسی دوره ای تحولات برای ارزیابی مجدد خطرات ضروری است.
در سال ۲۰۱۳، خزانه داری ایالات متحده مقررات ضد پولشویی خود را به فرایندهای معاملات بیت کوین نیز گسترش داد.
در ژوئن ۲۰۱۳، عضو هیئت مدیره بنیاد بیت کوین، Jon Matonis، در فوربس نوشت که نامه هشدار دهنده ای را از دپارتمان مالی کالیفرنیا دریافت کرده است که این بنیاد را از انتقال پول بدون مجوز نهی می‌کند. ماتونیس فعالیت این بنیاد را در انتقال پول انکار کرد و گفت که وی این پرونده را «فرصتی برای آموزش نهادهای نظارتی ایالتی» می‌داند
دراواخر ژوئیه ۲۰۱۳، کار گروهی به عنوان مرجع سیاست گذاری در بارهٔ انتقال دارایی‌های دیجیتال برای تعیین بهترین شیوه‌ها و استانداردها، کار با ناظران و سیاست گذاران برای انطباق نیازهای ارزی موجود با فناوری ارز دیجیتال و مدل‌های تجاری و توسعه مدیریت ریسک تشکیل شد.
در سال ۲۰۱۴، کمیسیون بورس و اوراق بهادار ایالات متحده یک شکایت علیه Erik T. Voorhees، به دلیل نقض قانون اوراق بهادار بخش ۵ به دلیل ثبت غیر شفاف اطلاعات مربوط به دو سایت صرافی بیت کوین، انجام داد.
تا دسامبر ۲۰۱۷، قراردادهای آتی بیت کوین ارائه شد و بورس اختیار معامله شیکاگو (CBOE) به‌طور رسمی و روزانه معاملات آتی را تسویه می‌کرد. تا سال ۲۰۱۹، چندین شرکت تجاری در حال ارائه خدمات در مورد معاملات آتی بیت کوین بودند.

## فاست بیت کوین
فاست بیت کوین یک سیستم پاداش است، به صورت یک وب سایت یا یک برنامه نرم‌افزاری هستند که پاداش‌هایی را به صورت بیت‌کوین، که ارزش آن یک ساتوشی است، که به بازدیدکنندگان که در ازای تکمیل کپچا یا کاری، توزیع می‌کند. بر اساس نوع وب سایت فاست‌هایی نیز وجود دارد که رمزارز‌های دیگری به جز بیت کوین پاداش می‌دهند. اولین فاست بیت کوین "The Bitcoin Faucet" نام داشت و توسط گاوین آندرسن در سال ۲۰۱۰ ساخته شد. در ابتدا به هر نفر پنج بیت کوین می‌داد.
جوایز در بازه‌های زمانی از پیش تعیین شده مختلف به عنوان پاداش برای انجام کارهای ساده در نظر گرفته می‌شود. این وبسایت‌ها معمولاً کسری از بیت کوین را پاداش می‌دهند، اما مقدار آن به‌طور معمول با توجه به ارزش بیت کوین در نوسان است. برخی از فاست‌ها نیز جوایز بیشتری به‌طور تصادفی دارند. برای کاهش هزینه‌های استخراج، فاست‌ها به‌طور معمول این پرداخت‌های جزئی فردی را در حافظه خود ذخیره می‌کنند، و سپس این ساتوشی‌ها جمع می‌شوند تا پرداخت بیشتری انجام شود که به آدرس بیت کوین کاربر ارسال می‌شود.
از آنجا که معاملات بیت کوین برگشت‌ناپذیر هستند و وبسایت‌های بسیار زیادی نیز برای این کار وجود دارد، بنابر این این سایت‌ها هدف هکرهایی قرار می‌گیرند که به سرقت بیت کوین علاقه دارند. تبلیغات منبع اصلی درآمد فاست‌های بیت کوین است. فاست‌ها با ارائه بیت کوین رایگان به عنوان مشوق سعی در جلب بازدید کاربران دارند. این بدان معنی است که فاست بیت کوین‌ها اغلب حاشیه سود کمی دارند. برخی از فاست بیت کوین‌ها نیز با استخراج آلتکوین با استفاده از CPU کاربر درآمد کسب می‌کنند.

## سرقت و هک ارز دیجیتال
بیت کوین را می‌توان در کیف پول رمزنگاری بیت کوین ذخیره کرد. سرقت بیت کوین در موارد متعددی ثبت شده است. در بعضی اوقات، صرافی‌های بیت کوین غیرفعال شده و هکرها بیت کوین مشتریان را به تاراج می‌برند. مطالعه ای منتشر شده در آوریل ۲۰۱۳ نشان داد که ۴۵ درصد از صرافی‌های بیت کوین در پایان بسته می‌شوند.
در ۱۹ ژوئن ۲۰۱۱، یک نقض امنیتی در صرافی مت گوکس باعث شد قیمت اسمی بیت کوین با تقلب به یک سنت کاهش یابد. پس از اینکه هکرها از سد امنیتی کامپیوترهای این صرافی عبور کرده بودند، توانسته بودند مقدار زیادی بیت کوین را به حساب خودشان به‌طور غیرقانونی انتقال دهند. آنها با استفاده از نرم‌افزار صرافی همه بیت کوین‌ها را را به صورت اسمی به فروش رساندند و یک سفارش سنگین در قیمت‌های مختلف ایجاد کردند. ارزش این معاملات اسمی چیزی حدود ۸٬۷۵۰٬۰۰۰ دلار آمریکا بود.
در ژوئیه ۲۰۱۱، اپراتور Bitomat، سومین صرافی بزرگ بیت کوین، اعلام کرد که دسترسی به پوشه سیستمی wallet.dat خود را با حدود ۱۷۰۰۰ بیت کوین (تقریباً معادل ۲۲۰٬۰۰۰ دلار در آن زمان) از دست داده است. این صرافی اعلام کرد که سیستم صرافی را برای جبران خسارت مشتریانش به فروش خواهد گذاشت.
در اوت ۲۰۱۱، MyBitcoin، پردازنده معاملات بیت کوین که اکنون منسوخ شده است، اعلام کرد که هک شده است، که باعث تعطیل شدن آن شد، با آنکه حدود ۴۹٪ از سپرده‌های مشتری باز پرداخت شد اما هنوز تکلیف بیش از ۷۸۰۰۰ بیت کوین (معادل تقریباً ۸۰۰٬۰۰۰ دلار در آن زمان) روشن نیست.
در اوایل اوت ۲۰۱۲، یک دادخواست در دادگاه سانفرانسیسکو علیه Bitcoinica تشکیل شد که در آن حدود ۴۶۰٬۰۰۰ دلار از این شرکت به دلیل هک شدن‌های پی در پی و عدم پاسخگویی به مشتریان تقاضای خسارت شده بود.
در اواخر اوت ۲۰۱۲، عملیاتی با عنوان پس‌انداز بیت کوین و اعتماد بیت کوین توسط مالک متوقف شد و حدود ۵٫۶ میلیون دلار بیت کوین بدهی باقی گذاشت. این منجر به این ادعا شد که این عملیات یک ترفند پانزی بوده است. در سپتامبر ۲۰۱۲ گزارش شد که، کمیسیون بورس و اوراق بهادار ایالات متحده تحقیقات دربارهٔ این پرونده را آغاز کرده است.
در سپتامبر ۲۰۱۲، Bitfloor، صرافی بیت کوین نیز گزارش داد که هک شده است و ۲۴۰۰۰ بیت کوین (به ارزش حدود ۲۵۰٬۰۰۰ دلار آمریکا) از آن به سرقت رفته است. در نتیجه، Bitfloor فعالیت خود را به حالت تعلیق درآورد. در همان ماه، Bitfloor فعالیت خود را از سر گرفت. بنیانگذار آن گفت که وی سرقت را به FBI گزارش داده است و قصد دارد به قربانیان خسارت دهد، هرچند که بازه زمانی بازپرداخت آن را مشخص نکرد.
در ۳ آوریل ۲۰۱۳، Instawallet، یک ارائه دهنده کیف پول مبتنی بر وب، هک شد، که منجر به سرقت بیش از ۳۵۰۰۰ بیت کوین که در کل نزدیک به ۴٫۶ میلیون دلار ارزش داشتند شد. در نتیجه، Instawallet فعالیت خود را به حالت تعلیق درآورد.
در تاریخ ۱۱ اوت ۲۰۱۳، بنیاد بیت کوین اعلام کرد که یک اشکال در مولد اعداد شبه تصادفی در سیستم عامل Android پیش آمده که منجر به سوء استفاده و سرقت از اپلیکیشن‌های کیف پول‌های سازگار با سیستم Android شده است. تلاش برای رفع مشکلات تا تاریخ ۱۳ اوت ۲۰۱۳ طول کشید.
در اکتبر ۲۰۱۳، Inputs.io، یک ارائه دهنده کیف پول بیت کوین مستقر در استرالیا چیزی حدود ۴۱۰۰ بیت کوین، به ارزش بیش از یک میلیون دلار از دست داد. این سرویس توسط اپراتور TradeFortress اجرا می‌شد.
در ۲۶ اکتبر ۲۰۱۳، یک صرافی بیت کوین مستقر در هنگ کنگ متعلق به Global Bond Limited (GBL) با ۳۰ میلیون یوان (۵ میلیون دلار) از سرمایه‌های بیش ۵۰۰ سرمایه‌گذار از دسارس خارج شد.
مت گوکس در ژاپن که در سال ۲۰۱۳ حدود ۷۰٪ از کل معاملات بیت کوین در سراسر جهان را در پلتفرم خود اداره می‌کرد، به دلایل نامشخص در فوریه ۲۰۱۴ اعلام ورشکستگی کرد، به دلیل سرقت بیت کوین به ارزش حدود ۳۹۰ میلیون دلار. سرانجام مدیر عامل این شرکت به اتهام اختلاس دستگیر شد.
در تاریخ ۳ مارس ۲۰۱۴، فلکس کوین اعلام کرد که به دلیل حمله هکرها در روز گذشته فعالیت‌های خود را به حالت تعلیق درمی‌آورد. و در بیانیه ای که یک بار سایت رسمی خود منتشر کرد، به این موضوع اشاره کرد کهاز آنجا که Flexcoin منابع، دارایی یا روش دیگری برای بازگشت از این ضرر [هک] ندارد، ما بلافاصله درهای خود را می‌بندیم." کاربران دیگر نمی‌توانند وارد سایت شوند.
صرافی اسلوونی Bitstamp در ژانویه ۲۰۱۵ بر اثر حملات هکرها چیزی حدود ۵٫۱ میلیون دلار از سرمایه خود را از دست داد.
صرافی Cryptsy مستقر در آمریکا، ظاهراً به دلیل هک در سال ۲۰۱۴ اعلام ورشکستگی کرد. البته بعداً در دادگاه ادعا شد که مدیر عامل این صرافی ۳٫۳ میلیون دلار سرقت کرده است.
در اوت ۲۰۱۶، هکرها حدود ۷۲ میلیون دلارسرمایه مشتریان را از صرافی Bitfinex مستقر در هنگ کنگ به سرقت بردند.
در دسامبر سال ۲۰۱۷، هکرها ۴۷۰۰ بیت کوین از NiceHash سرقت کردند، ارزش بیت کوین‌های مسروقه در حدود ۸۰ میلیون دلار بود.
در ۱۹ دسامبر ۲۰۱۷، شرکت یاپیان، صاحب صرافی ارز رمزنگاری شده یوبیت در کره جنوبی، پس از اینکه در طی هشت ماه دو بار هک شد، ورشکستگی خود را اعلام کرد.

## مالیات و مقررات
در سال ۲۰۱۲، گروه حقوقی Cryptocurrency (CLAG) بر اهمیت اخذ مالیات از یک معامله مربوط به بیت کوین و بر اساس ضرر و زیان حاصل از آن، تأکید کرد.
در اوت ۲۰۱۳، وزارت دارایی آلمان بیت کوین را به عنوان یک واحد محاسبه توصیف کرد که در شرکت تسویه وجوه قابل استفاده است و اگر کمتر از یک سال نگهداری شود مشمول مالیات بر سود سرمایه است.
در تاریخ ۵ دسامبر ۲۰۱۳، بانک خلق چین در بیانیه مطبوعاتی در مورد مقررات بیت کوین اعلام کرد که در حالی که افراد در چین مجاز به تجارت و مبادله آزاد بیت کوین به عنوان یک کالا هستند، فعالیت بانک‌های مالی چین برای استفاده از بیت کوین یا بیت کوین ممنوع است. به عنوان ارز پول قانونی استفاده می‌شود، و اشخاصی که با بیت کوین سر و کار دارند باید فعالیت مشکوک را برای جلوگیری از پولشویی ردیابی و گزارش کنند. ارزش بیت کوین پس از اعلامیه مقررات، در مبادلات مختلف بین ۱۱ تا ۲۰ درصد کاهش یافت، قبل از اینکه دوباره به سمت بالا حرکت کند.

## محتوای اختیاری بلاکچین
بلاک چین بیت کوین را می‌توان با داده‌های دلخواه بارگذاری کرد. در سال ۲۰۱۸ محققان دانشگاه RWTH Aachen و دانشگاه گوته ۱۶۰۰ پرونده اضافه شده به زنجیره بلوک را شناسایی کردند که ۵۹ پرونده شامل پیوندهایی به تصاویر غیرقانونی شامل استثمار کودکان، محتوای حساس سیاسی یا نقض حریم خصوصی بود. آن‌ها در مقاله ای ذکر کردند که «تجزیه و تحلیل ما نشان می‌دهد که  انتشار یک محتوای خاصی، به عنوان مثال پورنوگرافی، می‌تواند به دلیل داشتن یک بلاکچین غیرقانونی باشد.»
اینترپل همچنین در سال ۲۰۱۵ در این باره هشدار داد و گفت: «طراحی بلاکچین به این صورت است که امکان تزریق بدافزار و ویروس به سیستم میزبان بدون آنکه متوجه شود یا حتی قابل پاک شدن باشد وجود دارد».